# Janne Niskala
Janne Niskala (* 22. September 1981 in Västerås, Schweden) ist ein finnischer Eishockeyspieler, der seit Juni 2014 erneut bei Lukko Rauma in der Liiga unter Vertrag steht.

## Karriere
Janne Niskala begann seine Karriere als Eishockeyspieler im Nachwuchsbereich von Lukko Rauma, für dessen Profimannschaft er in der Saison 2000/01 sein Debüt in der SM-liiga gab. Dabei blieb der Verteidiger in 18 Spielen punkt- und straflos. Im Laufe der Spielzeit spielte er zudem für Jää-Kotkat in der zweitklassigen Mestis sowie für die A-Junioren seines Heimatvereins. Die Saison beendete er bei Manchester Storm in der britischen Ice Hockey Superleague. Bereits im Sommer 2001 kehrte der Linksschütze nach Finnland zurück, wo er weitere vier Jahre bei seinem Ex-Club aus Rauma verbrachte. Nachdem er in der Saison 2005/06 für den EV Zug in der Schweizer Nationalliga A auf dem Eis gestanden hatte, wurde er für ein Jahr vom Färjestad BK aus der schwedischen Elitserien verpflichtet. 
Im Sommer 2008 unterschrieb Niskala als Free Agent einen Vertrag bei den Nashville Predators aus der National Hockey League, kam jedoch in der folgenden Spielzeit ausschließlich für deren Farmteam aus der American Hockey League, die Milwaukee Admirals, zum Einsatz. Am Saisonende wurde er zunächst an die Philadelphia Flyers und schließlich die Tampa Bay Lightning abgegeben. Für das Team aus Florida gab er zwar sein NHL-Debüt und erzielte in sechs Spielen ein Tor und bereitete weitere zwei vor, jedoch entschloss sich der finnische Nationalspieler zu einem Wechsel zum Frölunda HC in die Elitserien, für den er bis 2010 spielte. In der Saison 2010/11 stand er beim HK Metallurg Magnitogorsk unter Vertrag. Im Mai 2011 wurde der Finne von Atlant Moskowskaja Oblast verpflichtet, für den er bis Oktober 2012 in der KHL aktiv war. Anschließend wurde Niskala gegen Jonas Frögren vom HK Dinamo Minsk eingetauscht, da Dinamo die Offensivkraft der Verteidigung stärken wollte. Nach dem Ende der Saison 2012/13 kehrte er zu Atlant zurück.
Seit Juni 2014 steht er wieder bei seinem Heimatverein in Rauma unter Vertrag.

### International
Für Finnland nahm Niskala an der U20-Junioren-Weltmeisterschaft 2001, den Weltmeisterschaften 2008, 2009, 2010, 2011 und 2012 sowie den Olympischen Winterspielen 2010 teil.

## Erfolge und Auszeichnungen
- 2003 SM-liiga-Spieler des Monats November
- 2011 Teilnahme am KHL All-Star Game
- 2012 Teilnahme am KHL All-Star Game
- 2015 Juha-Rantasila-Trophäe

### International
- 2001 Silbermedaille bei der U20-Junioren-Weltmeisterschaft
- 2008 Bronzemedaille bei der Weltmeisterschaft
- 2010 Bronzemedaille bei den Olympischen Winterspielen
- 2011 Goldmedaille bei der Weltmeisterschaft

## Karrierestatistik

### International
(Legende zur Spielerstatistik: Sp oder GP = absolvierte Spiele; T oder G = erzielte Tore; V oder A = erzielte Assists; Pkt oder Pts = erzielte Scorerpunkte; SM oder PIM = erhaltene Strafminuten; +/− = Plus/Minus-Bilanz; PP = erzielte Überzahltore; SH = erzielte Unterzahltore; GW = erzielte Siegtore; 1 Play-downs/Relegation; Kursiv: Statistik nicht vollständig)